# Trichogrammatoidea bactrae
Trichogrammatoidea bactrae är en stekelart som beskrevs av Nagaraja 1979. Trichogrammatoidea bactrae ingår i släktet Trichogrammatoidea och familjen hårstrimsteklar. Inga underarter finns listade i Catalogue of Life.